# Кащеев, Владимир Сергеевич
Владимир Сергеевич Кащеев (1931—2007) — советский хозяйственный, государственный и политический деятель, Герой Социалистического Труда.

## Биография
Родился в 1931 году в селе Софьино. Член КПСС.
С 1955 года — на хозяйственной, общественной и политической работе. В 1955—1991 гг. — колхозник в колхозе «Пламя», бригадир, начальник цеха кормозаготовок совхоза «Пламя»/«Раменский» Раменского района Московской области.
Указом Президиума Верховного Совета СССР от 11 декабря 1973 года присвоено звание Героя Социалистического Труда с вручением ордена Ленина и золотой медали «Серп и Молот».
Избирался депутатом Верховного Совета РСФСР 8-го созыва.
Умер в 2007 году в селе Софьино.